# Bernhard Stroh Jr.
Bernhard Stroh, Jr. (* 15. Juni 1854 in den USA; † 1916) war ein deutsch-amerikanischer Brauer und Präsident der Stroh Brewery Company.

## Leben
Strohs Eltern waren Bernhard Stroh (1822–1882) und Eleonora Hauser (1833–1867). Sein Vater war der Gründer der Lion’s Head Brewery in Detroit.
Nach dem Tod seines Vaters 1882 übernahm Stroh das Amt des Präsidenten. Er änderte den Namen der Brauerei zu Bernhard Stroh Brewing Company. Unter ihm begann die Brauerei, Bier auch außerhalb von Detroit zu vertreiben.
1902 wählte man den Namen Stroh Brewery Company (auch The Stroh Brewery Company).
1908 ging Stroh aufgrund schlechten Gesundheitszustandes in den Ruhestand und übergab das Amt an seinen Bruder Julius.

## Familie
Bernhard Stroh Jr. heiratete Elizabeth Satzman (* 1862; † 1939). Aus der Ehe gingen fünf Kinder hervor:
- Bernard III. (* 1883; † 1961), verheiratet mit Alice Kratznet
- Elsa (* 1885; † 1922), verheiratet mit Hiram Walker
- Edwin Ralph (* 1888; † 1938), verheiratet mit Catherine Remmick
- Lorraine Edna (* 1889; † 1960), verheiratet mit einem Mann namens Baker (Vorname nicht bekannt)
- Isabella Wilhelmina (* 1893; † 1960), verheiratet mit James Standish, Jr.